# Leysin
Leysin (toponimo francese) è un comune svizzero di 4 172 abitanti del Canton Vaud, nel distretto di Aigle.

## Geografia fisica

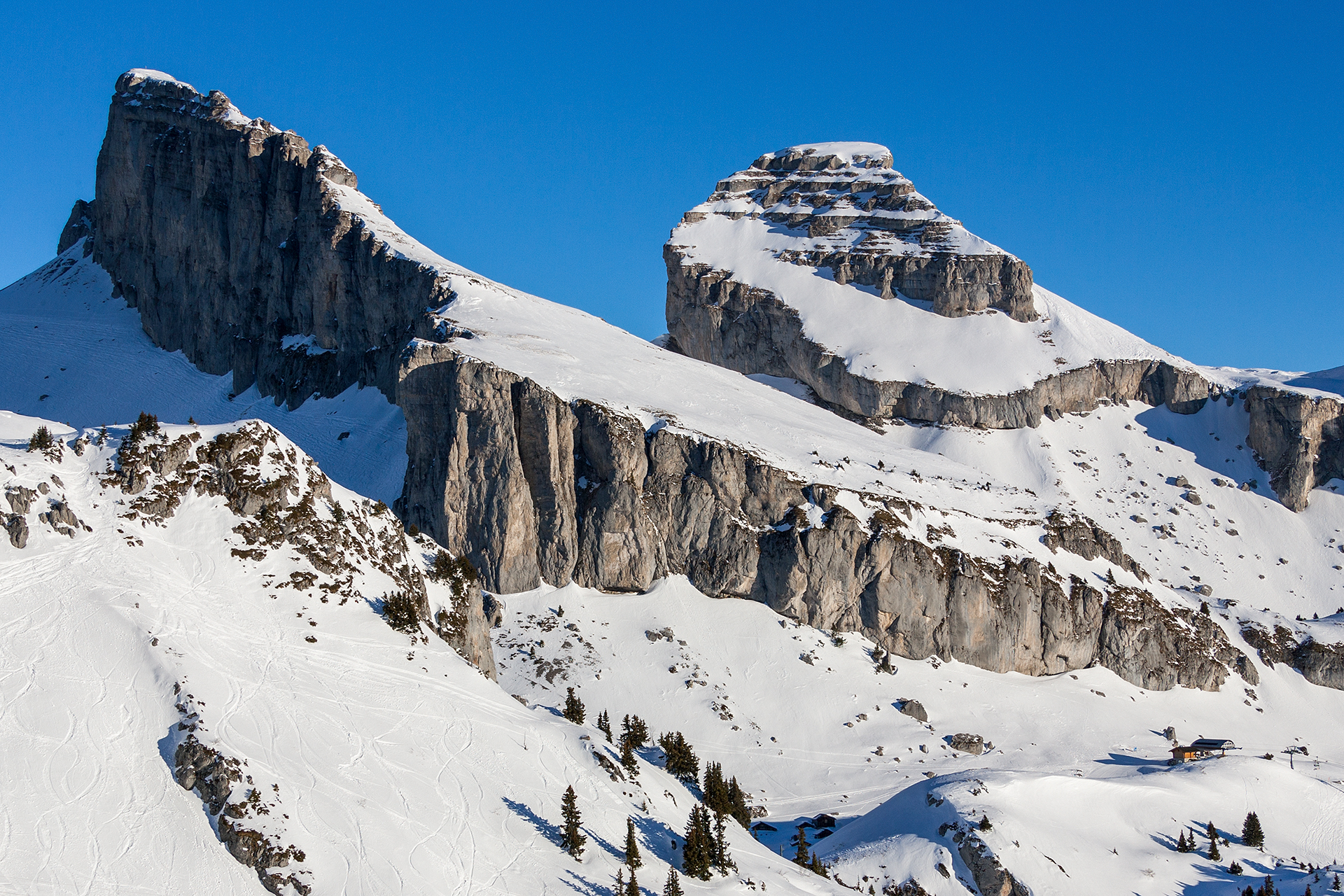
Il Tour d'Aï

Leysin è situato in altura sopra Aigle e la valle del Rodano.

## Monumenti e luoghi d'interesse
- Chiesa riformata di San Nicola, eretta nel 1445[2].

## Società

### Evoluzione demografica
L'evoluzione demografica è riportata nella seguente tabella:
Abitanti censiti

## Economia
Leysin è una località turistica, sviluppatasi come centro di cura dal XIX secolo alla metà del XX secolo; dagli anni 1950 si è sviluppata come stazione sciistica e località di villeggiatura estiva.

## Infrastrutture e trasporti

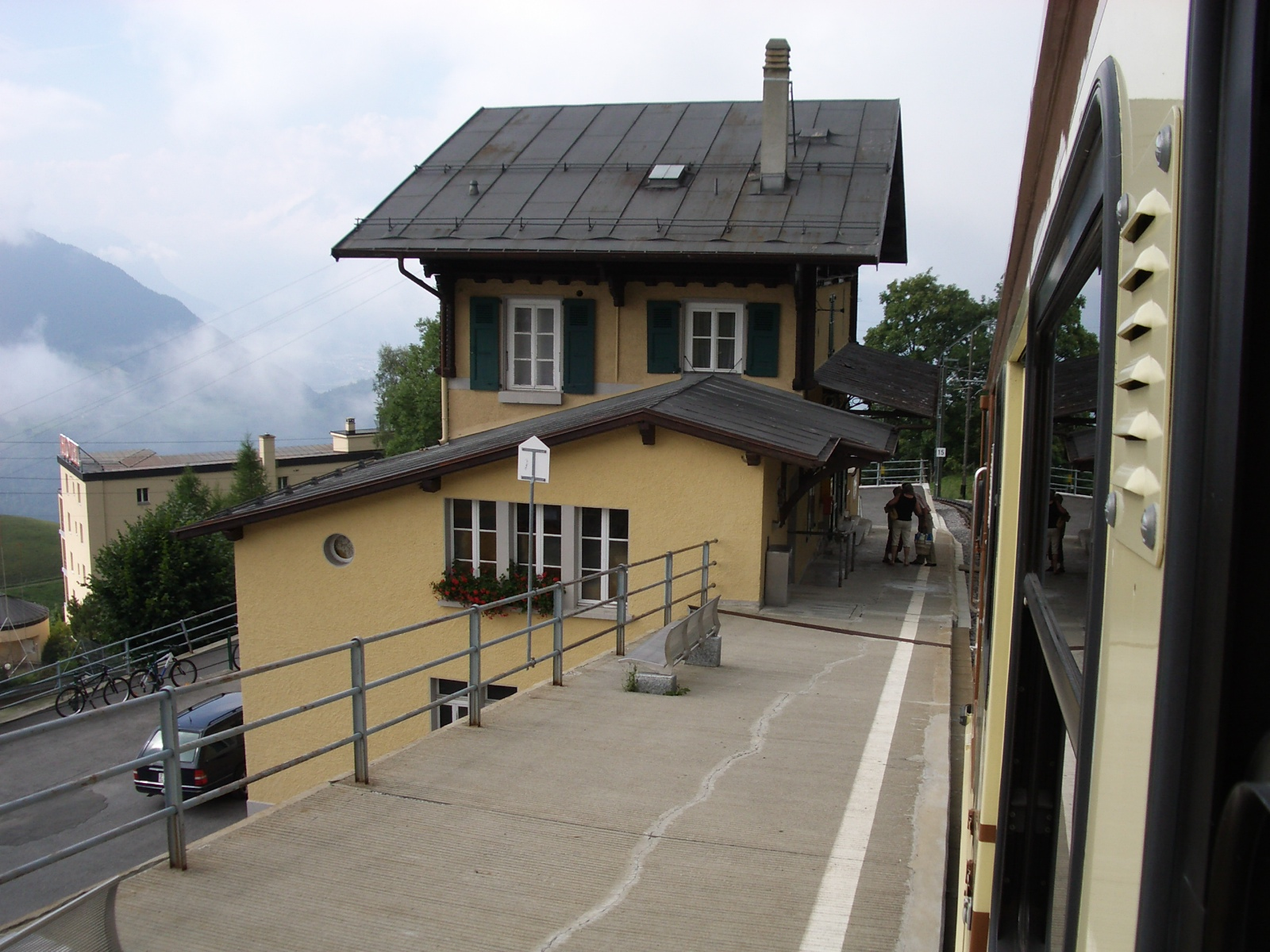
La stazione di Leysin

Leysin è servito dall'omonima stazione, capolinea della ferrovia Aigle-Leysin.

## Amministrazione
Ogni famiglia originaria del luogo fa parte del cosiddetto comune patriziale e ha la responsabilità della manutenzione di ogni bene ricadente all'interno dei confini del comune.

## Sport
Leysin è sede della squadra di hockey su ghiaccio Hockey Club Leysin e ha ospitato il Campionato Internazionale 1910-1911.